# Brokeloh
Das Dorf Brokeloh ist der östliche Ortsteil der Gemeinde Landesbergen im Landkreis Nienburg/Weser (Niedersachsen). Die Ortschaft ist über die Kreisstraße 8  mit Husum und Landesbergen verbunden.

## Geschichte
Der Ortsname leitet sich vermutlich auf „Loh“ im „Brok“ in der Bedeutung für „erhöhter Waldplatz im Sumpfgebiet“ ab, was sehr zutreffend den auf einem Geestrücken liegenden Ort Brokeloh mit den umgebenden Sumpf- und Moorgebieten beschreibt. Der Name leitet sich ab vom nahegelegenen, 1163 gegründeten Zisterzienserkloster Loccum, dessen Wachmannschaft die ersten dortigen Ritter als Ministerialen waren.
Brokeloh wurde am 1. März 1974 eine der vier Ortschaften der Gemeinde Landesbergen.
Erste urkundlich belegte Erwähnung findet Brokeloh in einem Schreiben des Klosters Loccum aus dem Jahr 1277. Brokeloh kann als Teil des Stammsitzes der Freiherren von Münchhausen definiert werden, welche in der Siedlung Munichehausen auf dem Haarberg zwischen den heutigen Orten Rehburg und Winzlar lag. Von der Siedlung leitete die Familie derer von Münchhausen ihren Namen ab. Das Geschlecht erscheint erstmals urkundlich 1183 mit dominus Rembertus, pater Gyselheri de Monechusen, mit dem auch die Stammreihe beginnt. 
1545 entstand eine Wasserburg in Brokeloh, aus der sich das Rittergut Brokeloh entwickelte. Erbaut wurde die Burg von Clamor von Münchhausen, die sein Sohn Erich-Hans um 1600 als Vierflügelanlage vollendete. Er geriet zwei Jahre später in Konkurs und die Anlage kam an verschiedene Besitzer. 1734 erwarb des der Amtmann Christian Eberhard Niemeyer, dessen Nachfahren noch heute den Besitz innehaben.
Brokeloh wurde am 1. März 1974 eine der vier Ortschaften der Gemeinde Landesbergen.

## Kultur und Sehenswürdigkeiten
- Das Brokeloher Schloss ist Teil eines aus einer ehemaligen Wasserburg entstandenen Ritterguts aus dem 16. Jahrhundert.
- Die Eichen am Linderberg sind eine Gruppe von drei alten Eichen mit besonders großem Stammdurchmesser.
- Der Hermann-Löns-Wanderweg ist ein 10 Kilometer langer Wanderweg in Brokeloh. Sehenswürdigkeiten auf diesem Weg sind u. a. die Brokeloher Mühle, der Tempelberg sowie das Rittergut[2].

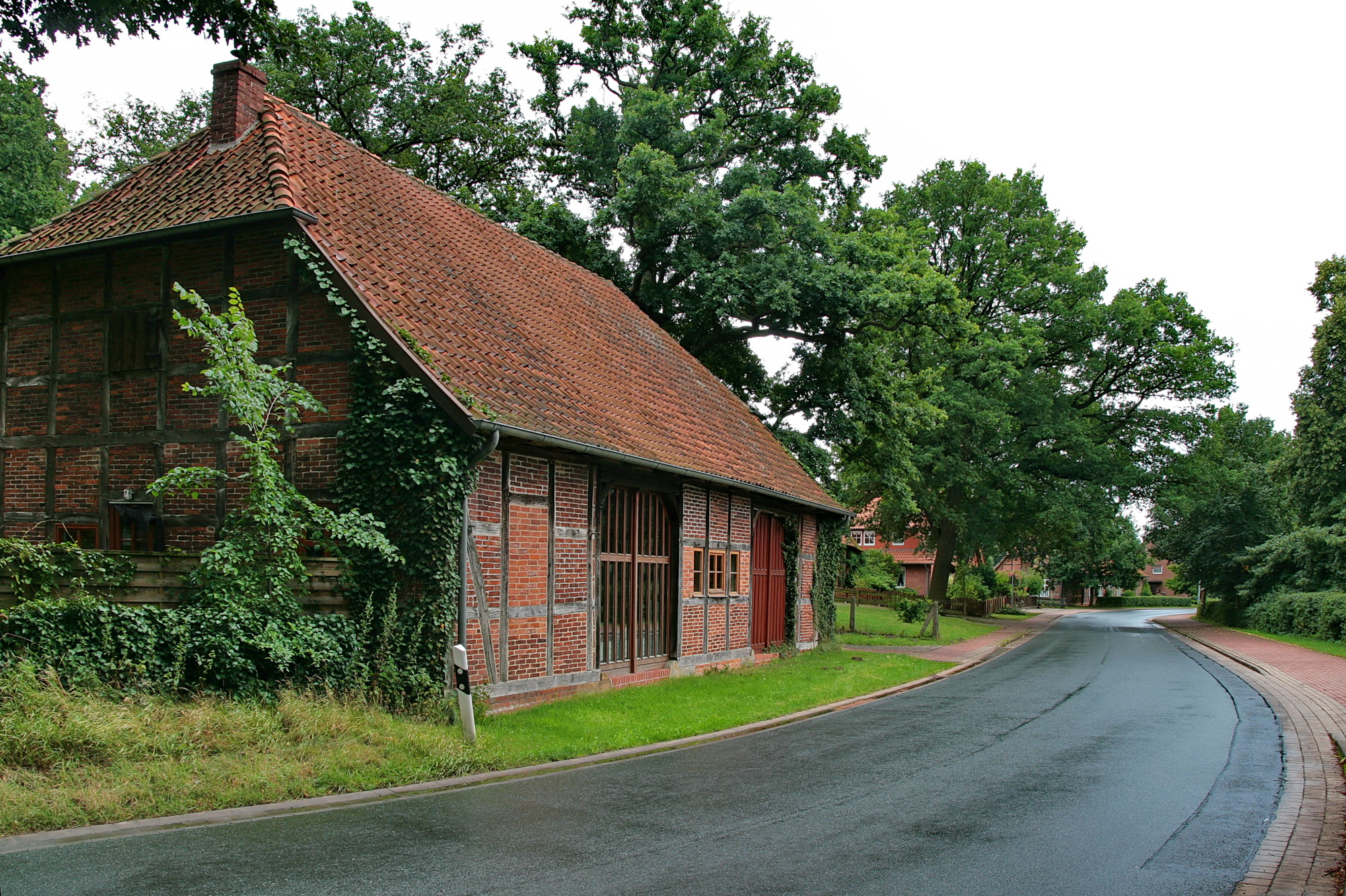
Ortsbild
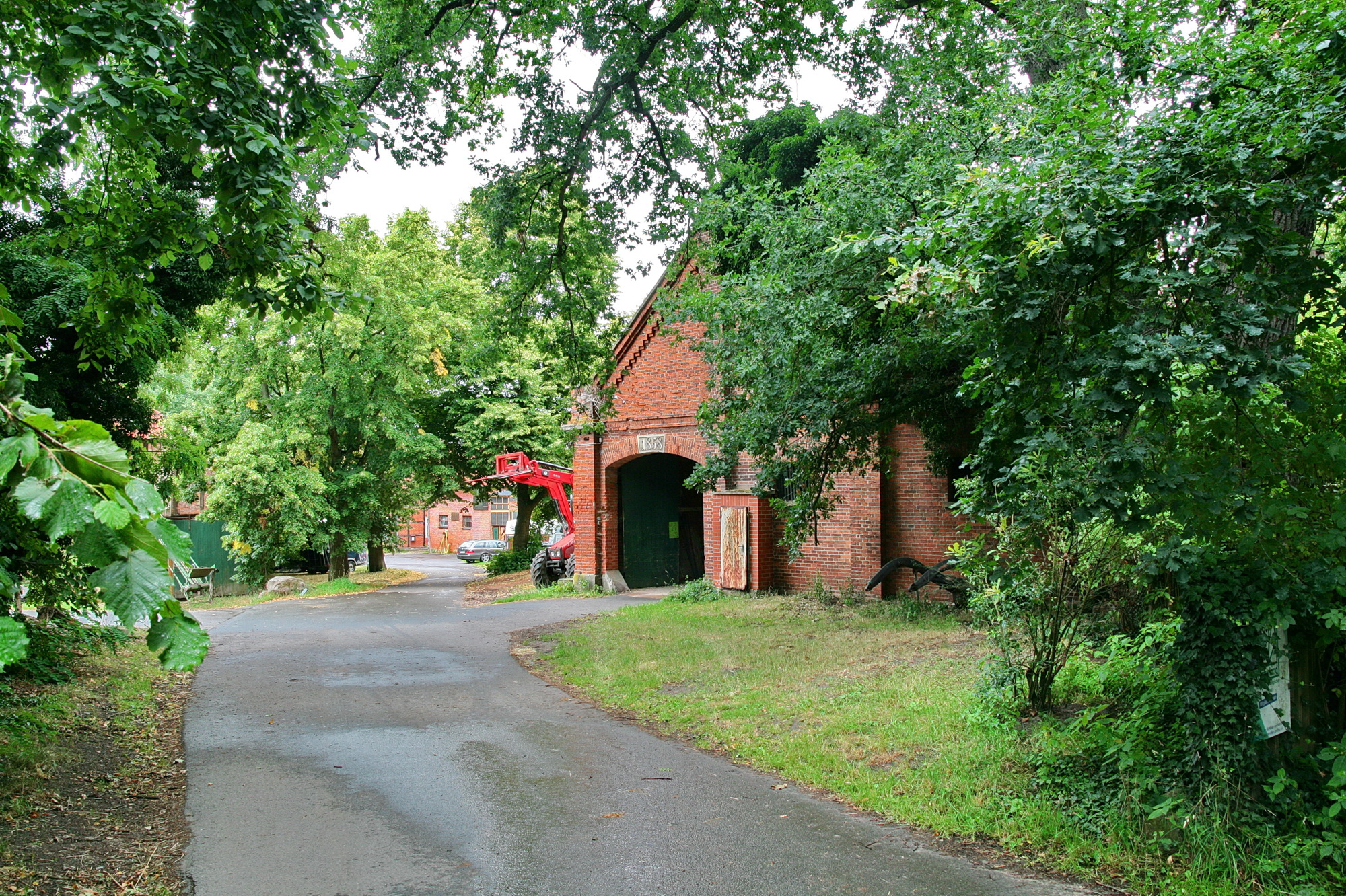
Zufahrt zum Rittergut Brokeloh
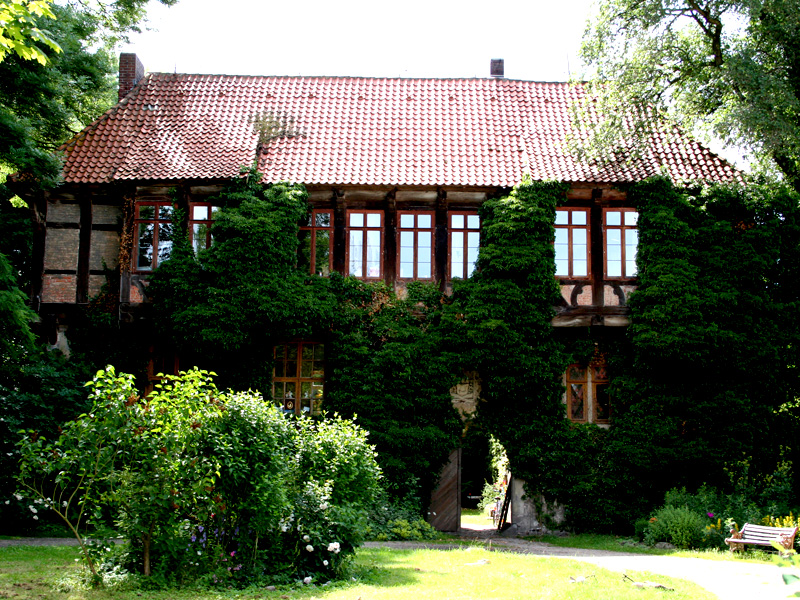
Schloss Brokeloh auf dem Rittergut
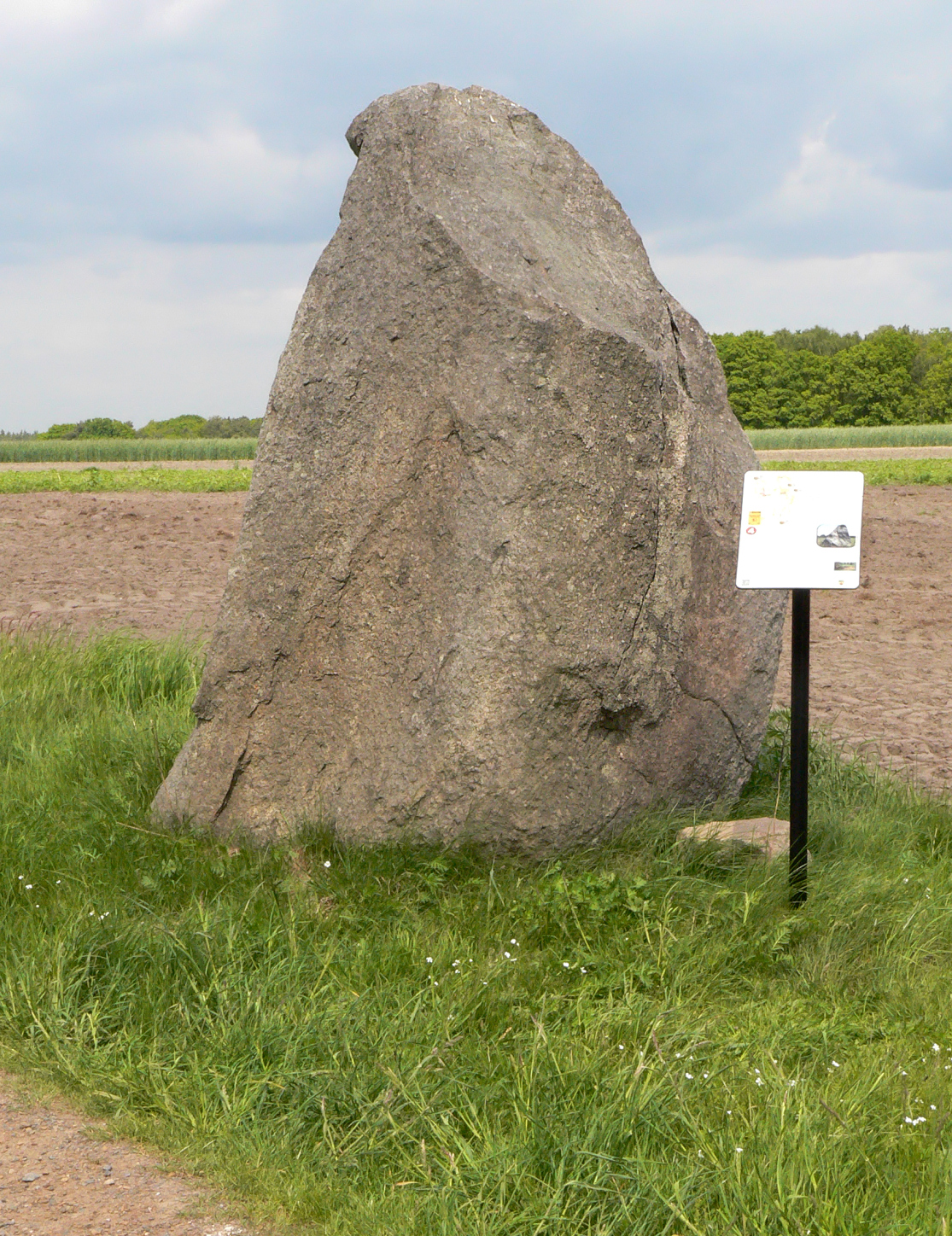
Findling aus Granit, Naturdenkmal, 10 Tonnen, 1986 gefunden

### Vereine
(Quelle: )
- Sportverein
- Schützenverein
- Freiwillige Feuerwehr
- Torfköppe
- Klöppelteam
- Heigl-Gruppe

### Regelmäßige Veranstaltungen

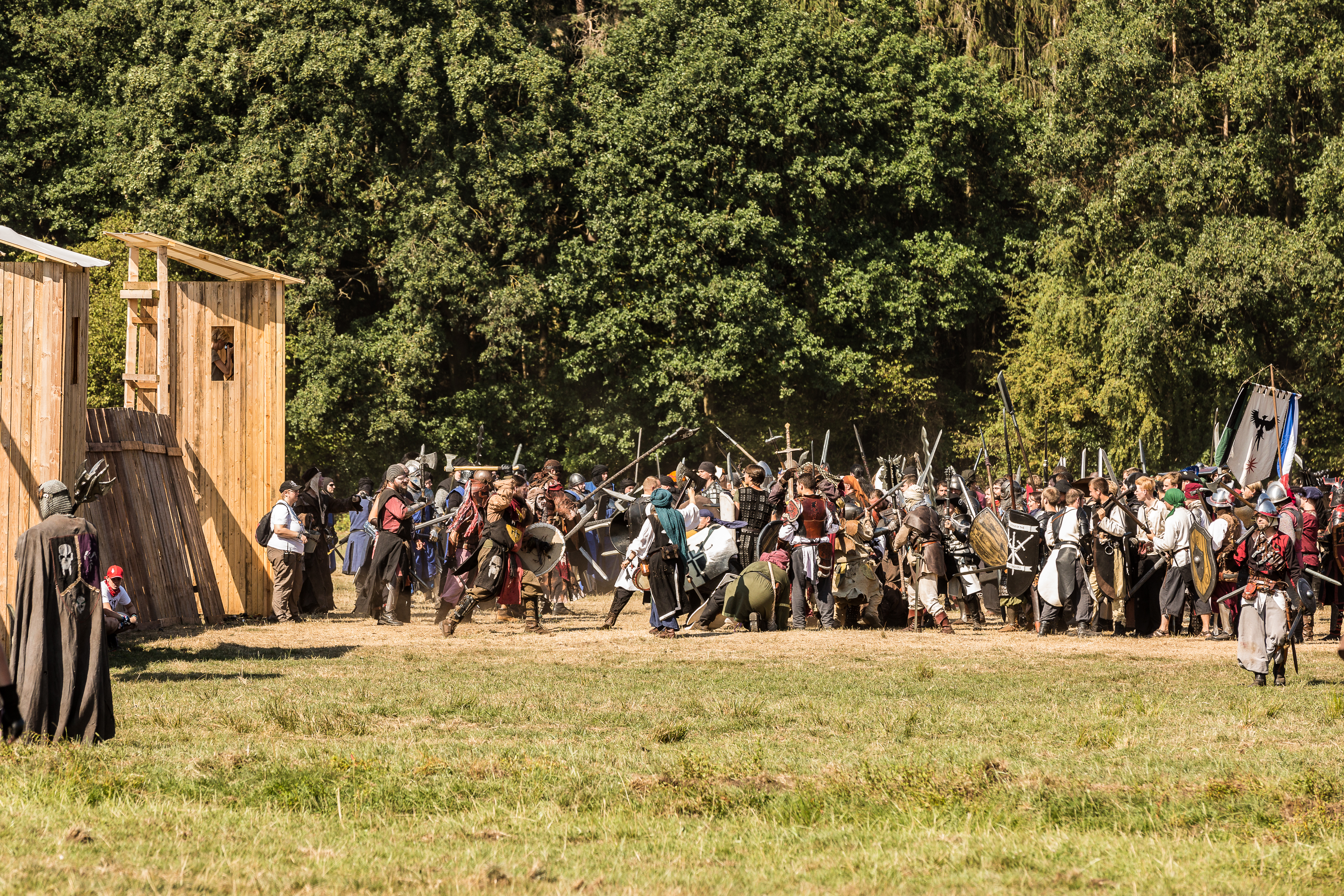
Conquest of Mythodea, 2018

Seit 2004 findet auf dem Rittergut Brokeloh jährlich das Live-Rollenspiel Conquest of Mythodea statt. An dieser Veranstaltung beteiligen sich jedes Jahr bis zu 10.000 Fantasy-Rollenspiel-Fans aus Europa und weiteren Ländern.
Eine weitere Veranstaltung ist seit 2015 das Oldtimertrecker-Treffen, zu dem rund 200 alte Trecker nach Brokeloh kommen.